# Araneus decolor
Araneus decolor är en spindelart som först beskrevs av Ludwig Carl Christian Koch 1871.  Araneus decolor ingår i släktet Araneus och familjen hjulspindlar. Inga underarter finns listade i Catalogue of Life.